# Aptosimum
Aptosimum é um género botânico pertencente à família Scrophulariaceae.

## Espécies
- Aptosimum abietinum
- Aptosimum albomarginatum
- Aptosimum angustifolium
- Aptosimum arenarium
- Aptosimum decumbens